# Jaime Vendera
Jaime Vendera (* 1969) ist ein US-amerikanischer Rocksänger und Stimmcoach.

## Leben
In seiner Jugend sang Jaime Vendera in einer Rockband. Nach seinem High-School-Abschluss im Jahr 1988 besuchte er von 1990 bis 1991 das Musicians Institute in Hollywood, Los Angeles.
Vendera leitet das Musik-Unternehmen The Voice Connection in Franklin Furnace, Ohio.
Es wird behauptet, dass Vendera der erste Mensch sei, der vor einer Kamera nur mit Hilfe seiner Stimme und ohne elektronische Verstärkung oder technische Hilfsmittel ein Glas zerbrochen hat. Dies geschah im Rahmen eines MythBusters-Experiments, bei dem es darum ging, genau diesen Mythos zu ergründen.
Das Guinness-Buch der Rekorde erkennt diesen Rekord, trotz des Videomaterials, nicht an.

## Werke
Jaime Vendera ist Autor von drei Lehrbüchern für Stimmtraining:
- Raise Your Voice, Voice Connection, 2000, ISBN 0-9749411-1-5
- The Ultimate Breathing Workout, Voice Connection, 2005, ISBN 0-9749411-4-X
- The Ultimate Vocal Workout Diary, Voice Connection, 2007, ISBN 0-9749411-5-8